# 栗駒村
栗駒村（くりこまむら）は宮城県栗原郡にあった村。現在の栗原市栗駒沼倉・栗駒松倉にあたる。なお、2005年まで存在した栗駒町は1955年に新設合併によって発足したもので、本村とは別の自治体である。

## 地理
- 山 ： 栗駒山
- 河川 ： 三迫川

## 歴史
- 1889年（明治22年）4月1日 - 町村制の施行により沼倉村、松倉村が合併して発足。
- 1955年（昭和30年）4月1日 - 岩ヶ崎町・尾松村・鳥矢崎村・文字村および姫松村の一部（片子沢・宝来）と合併して栗駒町が発足。同日栗駒村廃止。

## 行政
- 歴代村長

| 代 | 氏名         | 就任                      | 退任                       | 備考 |
| -- | ------------ | ------------------------- | -------------------------- | ---- |
| 1  | 佐藤弥之助   | 明治22年（1889年）5月10日 | 明治26年（1893年）5月9日   |      |
| 2  | 山下松三郎   | 明治26年（1893年）5月18日 | 明治30年（1897年）5月17日  |      |
| 3  | 和久安道     | 明治30年（1897年）6月17日 | 明治34年（1901年）6月16日  |      |
| 4  | 蘇武庄太郎   | 明治34年（1901年）8月17日 | 明治38年（1905年）8月16日  |      |
| 5  | 菅原初太郎   | 明治38年（1905年）8月24日 | 明治42年（1909年）8月23日  |      |
| 6  | 千葉忠治     | 明治42年（1909年）8月24日 | 明治45年（1912年）1月15日  |      |
| 7  | 菅原俊蔵     | 明治45年（1912年）1月16日 | 大正3年（1914年）2月2日    |      |
| 8  | 荒木増穂     | 大正3年（1914年）2月3日   | 大正3年（1914年）7月10日   |      |
| 9  | 佐々木勘七   | 大正3年（1914年）7月11日  | 大正7年（1918年）7月10日   |      |
| 10 | 丹野甲子郎   | 大正7年（1918年）8月13日  | 大正13年（1924年）5月24日  |      |
| 11 | 菅原巳之吉   | 大正13年（1924年）7月31日 | 昭和11年（1936年）8月1日   |      |
| 12 | 丹野甲子郎   | 昭和11年（1936年）8月2日  | 昭和19年（1944年）8月7日   | 再任 |
| 13 | 菅原亀治郎   | 昭和19年（1944年）8月8日  | 昭和21年（1946年）11月25日 |      |
| 14 | 佐藤弥右ェ門 | 昭和22年（1947年）4月7日  | 昭和22年（1947年）4月      |      |
| 15 | 佐藤伝       | 昭和22年（1947年）4月20日 | 昭和30年（1955年）3月31日  |      |